# 벌교역
벌교역(Beolgyo station, 筏橋驛)은 전라남도 보성군 벌교읍에 있는 경전선의 철도역이다. 무궁화호, 남도해양열차가 정차한다.

## 연혁
- 1930년 12월 25일 : 보통역으로 영업 개시[1]
- 1971년 9월 10일 : 민수용 무연탄 도착취급역 지정[2]
- 1987년 12월 12일 : 역사 신축 준공
- 2010년 12월 30일 : 화물 취급 중지[3]
- 2013년 9월 27일 : 남도해양열차 정차 개시

### 승강장
| ↑ 조성  |
| ２１ \| |
| 순천 ↓  |

| 1 | 경전선 | 무궁화호 남도해양관광열차 | 서광주·부산 방면 |
| 2 | 경전선 | 무궁화호 남도해양관광열차 | 서광주·부산 방면 |

## 인접한 역
| 경전선         | 경전선           | 경전선             |
| -------------- | ---------------- | ------------------ |
| 순천 부전 방면 | 무궁화호 경전선  | 조성 목포 방면     |
| 순천 부산 방면 | 남도해양관광열차 | 득량 광주송정 방면 |